# Sesvenna
Sesvenna (také nazývána Sesvennagruppe, Bündner Alpen, či je započítávána jako součást Rétských Alp) je pohoří ležící na území tří států, Švýcarska (kanton Graubünden), Rakouska (Tyrolsko) a Itálie (Jižní Tyroly). Jedná se o velmi zřídka navštěvovaný masiv, který je v Centrálních krystalických Alpách, ke kterým se geologicky řadí, jakousi výjimkou. Většina pohoří je totiž složena z vápence a jeho konglomerátů a proto se této horské skupině přezdívá Engadinské Dolomity.

## Poloha
Na východě tvoří hranici, po celé délce pohoří, horní tok řeky Adige. Na jihu dělí potok Rambach masiv od celků Ortles a Livigno. Severní hranicí je tok Innu v údolí Dolního Engadinu a zároveň odděluje Sesvennu od vyšší Silvretty. Pohoří zaujímá plochu 600 km².

## Členění
Pohoří se dělí na devět skupin. Nejvyšší je masiv Sesvenna, ležící na italsko-švýcarské hranici. Na severu je to horská skupina S-chalambert. Masiv Lischana se rozkládá mezi údolími Uina, S-charl a Plavna a tvoří tak spolu se skupinami Pisoc a Tavrü nerozeklanější a nejdivočejší horstvo celého pohoří (právě jim se říká Engadinské Dolomity). Dalšími již ne tolik výraznými, ale stále vysokými skupinami jsou Nuna a Terza-Starlex. Do části pohoří Sesvenna zasahuje také Švýcarský národní park.

### Významné vrcholy
V pohoří Sesvenna nalezneme 34 vrcholů vyšších 3 000 metrů.
- Piz Sesvenna (3 205 m)
- Piz Tavrü (3 171 m)
- Piz Plavna Dadaint (3 166m)
- Muntpitschen (3 162 m)
- Piz Pisoc (3 147 m)
- Foratrida (3 136 m)
- Piz Nuna (3 124 m)
- Piz da la Crappa (3 122 m)
- Piz Zuort (3 119 m)
- Piz Lischana (3 105 m)
- Piz Plazer (3 104 m)
- Piz Cristanas (3 092 m)
- Piz Starlex (3 075 m)
- Piz S-chalambert (3 029 m)

## Turismus
Vyhledávané jsou především hřebenové túry Piz Lad – Piz Russenna na severu pohoří a výstupy podkovy hor Seebödenspitze – Verungspitze – Monte Vatles. Nejlehčí a turisticky nejvíce vyhledávané jsou vrcholky v okolí jezera Reschensee. Poblíž vrcholu Piz Lischana se nachází divoká, jen zřídka navštěvovaná soutěska Il Quar, vedoucí asi 500 metrů dlouhým zářezem ve třistametrové výšce nad dravým tokem říčky Uina
. Nejvyšší vrchol Piz Sesvenna, který je ověnčen malým, ale strmým ledovcem Vadretta da Sesvenna je jedním z největších lákadel pohoří.

### Horské chaty
- Sesvennahütte (2 256 m); otevřena od poloviny června do konce října a v zimě od konce ledna do poloviny května, kapacita 78 lůžek, winterraum s 6 místy, Přístup: Schlinig v údolí Vinschgau, Délka: 1,75 hod.
- Rojenskihütte (2 006 m); otevřena celoročně
- Lischanahütte (2 500 m); otevřena od začátku července do začátku října, kapacita 42 lůžek, Přístup: Scuol, Délka: 4 hod.
- Haider Alm (2 120 m); otevřena od konce června do konce září a v zimě od poloviny prosince do poloviny dubna
- Schönebenhütte (2 100 m); otevřena od konce června do konce září a v zimě od poloviny prosince do poloviny dubna